# Kim Yu-mi (modella)
Kim Yu-mi (김유미?, Gim Yu-miLR; Seul, 26 aprile 1990) è una modella e attrice sudcoreana, eletta Miss Corea 2012. Nel 2013 è stata scelta come Miss Universo Corea e ha rappresentato il Paese a Miss Universo.
Ha frequentato la facoltà di Cinema dell'Università Konkuk.

## Carriera
Kim Yu-mi è stata incoronata Miss Corea 2012 durante un evento tenutosi al Grand Peace Palace dell'Università Kyunghee di Seul il 6 giugno 2012, battendo 53 concorrenti. Ha ottenuto contemporaneamente la fascia di Miss Fotogenica 2012 e il titolo di Miss Universo Corea 2013. Poco dopo la vittoria, alcune foto di quando era più giovane sono comparse in rete, causando fermento sui media coreani a causa dell'evidente ricorso alla chirurgia plastica: Kim ha replicato di non aver mai affermato di essere una bellezza naturale. Nel 2013 ha rappresentato la Corea del Sud all'edizione di Miss Universo dell'anno seguente, ma non è arrivata alle semifinali. Nel 2014 è apparsa nel video musicale di Three People di Toy e nel 2015 in quello di My House dei 2PM.

## Filmografia
- Nae-il-do cantabile (내일도 칸타빌레?) – serie TV (2014)
- Choego-ui yeon-in (최고의 연인?) – serie TV (2015)
- Jachebalgwang office (자체발광 오피스?) – serie TV (2017)